# Generalstreik in Brisbane

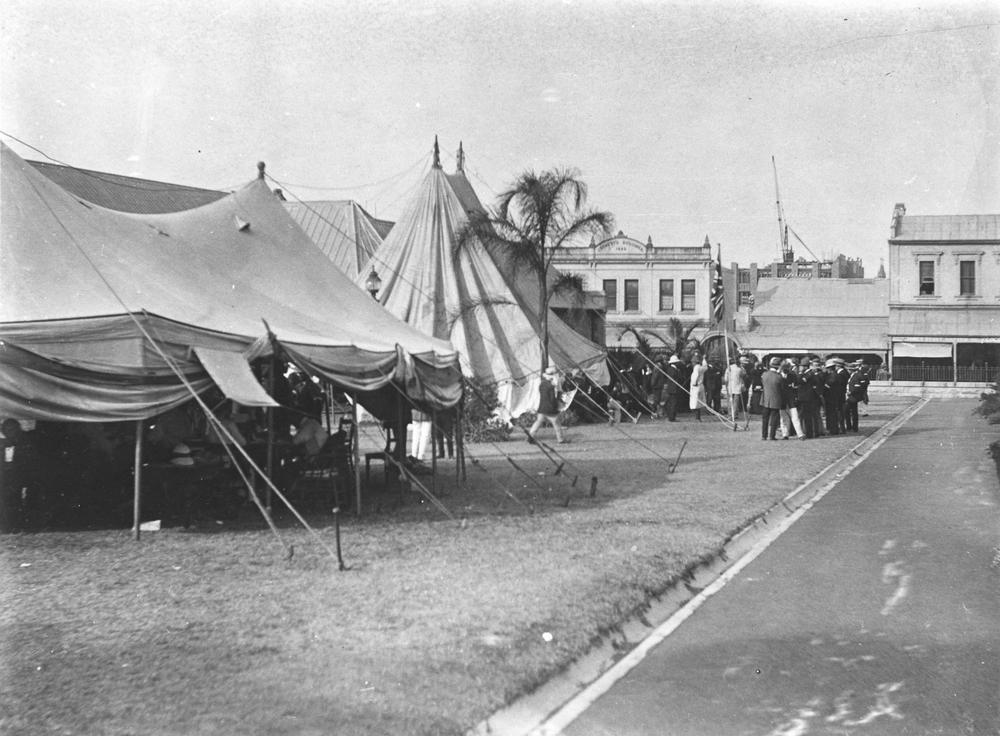
Polizeicamp während des Generalstreiks in Brisbane

Der Generalstreik in Brisbane war ein fünfwöchiger Streik im Jahre 1912 im australischen Brisbane in Queensland. Der Anlass zum Generalstreik war das Tragen von Abzeichen der Straßenbahner-Gewerkschaft, der Australian Tramway Employees Association, während des Dienstes. Dieses wurde von der Leitung des Straßenbahnunternehmens am 18. Januar 1912 untersagt. Daraufhin legten die Gewerkschafter die Arbeit nieder und marschierten zur Trades Hall (Gewerkschaftshaus) in Brisbane, um dort eine Kundgebung abzuhalten. An der Protestveranstaltung nahmen 10.000 Personen auf dem Market Square, dem heutigen King George Square, teil. 
Die Straßenbahn-Gesellschaft von Brisbane wurde von der General Electric Company, einer englischen Gesellschaft, betrieben und von dem Amerikaner Joseph Stillman Badger geführt. Als dieser sich weigerte, mit dem Queensland Council of Unions, das später in Australian Labour Federation umbenannt wurde, zu sprechen oder zu verhandeln, stellten 43 Gewerkschaftsorganisationen ein Streikkomitee zusammen, das einen Generalstreik in Brisbane am 30. Januar 1912 ausrief, der bis zum 6. März 1912 dauerte.

## Generalstreik
Während des Brisbaner Generalstreiks konnte keine wirtschaftliche Tätigkeit ohne Erlaubnis des Streikkomitees ausgeführt werden, für eine Erlaubnis für Arbeiten wurden Streik-Coupons ausgeteilt. 500 aufsichtsführende Gewerkschafter hielten Ordnung unter den Streikenden und bauten sogar eine Ambulanzbrigade auf. Rote Bänder wurden als Zeichen der Solidarität getragen, und tägliche Umzüge und Demonstrationen fanden statt. Am zweiten Streiktag marschierten mehr als 25.000 Arbeiter zur Brisbane Trades Hall. Der Demonstrationszug wurde von Parlamentariern der Australian Labor Party angeführt und von 600 Frauen begleitet. Der Streik von Brisbane breitete sich über zahlreiche regionale Zentren Queenslands aus. Das Brisbaner Streikkomitee gab ein offizielles Streikbulletin mit der Absicht heraus, antigewerkschaftlicher Berichterstattung in der Presse entgegenzuwirken.
Die Regierung von Queensland reagierte zunächst nicht auf den Streik. Erst als er sich auf das Eisenbahnwesen ausbreitete, verbot sie Demonstrationszüge, verpflichtete Polizeikräfte, Commonwealth-Militärs und Freiwillige, und gab Bajonette an die Polizei aus.

## Schwarzer Freitag
Ein Antrag des Streikkomitees am 2. Februar 1912 für einen Marsch in Brisbane wurde von Polizeikommissar William Geoffrey Cahill abgelehnt. Gegen die Ablehnung demonstrierten ungefähr 15.000 Streikende auf dem Market Square. Die Ablehnung führte zum so genannten Black Friday, der für den rücksichtslosen Einsatz von Polizeiknüppeln und Polizeireitern gegen die Gewerkschafter und ihre Unterstützer bekannt wurde. Die Polizei zu Pferde ritt unter Führung von Cahill in die Demonstranten hinein und setzte Knüppel gegen die Kundgebungsteilnehmer ein. Emma Miller, eine engagierte 73-jährige Gewerkschafterin und Suffragette, führte eine Gruppe von Frauen und Mädchen zum Parlamentsgebäude. Dort befand sich William Geoffrey Cahill, der ranghöchste Polizeioffizier von Queensland, auf einem Pferd. Sie nahm ihre Hutnadel und stach damit auf das Pferd von Cahill ein, dieses warf den Polizeikommissar ab, woraufhin sich dieser mit der Folge einer späteren Gehbehinderung verletzte.
Das Niederreiten und Niederknüppeln friedvoller Personen, viele davon ältere Frauen und Kinder, wurde nicht nur in Gewerkschaftszeitungen wie dem Worker, sondern auch in anderen Zeitungen wie im konservativen Trust verurteilt. Der Freitag wurde zunächst als Baton Friday (Knüppel-Freitag) und später als  Black Friday (Schwarzer Freitag) bezeichnet.
Der konservative Premierminister Digby Denham Queenslands begriff das Streikkomitee als alternative Regierung, verbot alle Demonstrationen und sagte, dass es keinesfalls zu einer Alternativ-Regierung kommen darf. Als er versuchte, die Bundesregierung Australiens zum Einsatz von Militär zu überzeugen, wurde dies vom Premierminister Andrew Fisher, einem Mitglied der Labour Party und Mitglied im Parlament von Queensland für Gympie, zurückgewiesen. Fisher wurde auch vom Streikkomitee um militärische Hilfe angerufen, aber er entschied sich, den Streik durch Übergabe einer Geldsumme zu unterstützen.
Denham überlegte mit dem Gouverneur William MacGregor, Truppen mit einem deutschen Kriegsschiff an der Küste von Queensland anzulanden, um seine Vorstellungen von law and order durchzusetzen.

## Nachbetrachtung
Als der Richter H. B. Higgins des Bundes-Schiedsgerichts Australiens um eine Gerichtsentscheidung angerufen wurde, entschied dieser, dass das Ereignis mehr eine Aussperrung als ein Streik gewesen sei und dass das Tragen der Gewerkschaftsabzeichen durch die Männer der Trambahn unerlaubt und unangemessen gewesen sei. Higgins konnte allerdings keine Wiederaufnahme der Arbeit erzwingen. Als die Employers Federation am 6. März entschied, dass keine Maßregelungen gegen die Streikenden ergriffen werden, endete der Streik. 
Der brutale Knüppeleinsatz der Polizei Queenslands und der eingesetzten staatlichen Kräfte am Black Friday erzeugten Bitterkeit und Hass auf die Polizei. Der Streik verstärkte andererseits die Solidarität der Arbeiterbewegung von Queensland. Die konservative Denham-Regierung gewann die kurz darauf folgenden Wahlen mit Parolen von „Recht und Ordnung“ und erließ den Industrial Peace Act of 1912, der die zwangsweise Schlichtung vor der Ausrufung von Streiks in den für die Allgemeinheit bedeutsamen Diensten vorsah. 
Denham hatte die volle Unterstützung von MacGregor, dem Gouverneur, und er setzte nach dem Streik eine Wahl an. Seine Partei verlor in Brisbane Abgeordnetensitze, gewann aber in ländlichen Gebieten Stimmen hinzu, und er kehrte ins Amt zurück. Drei Jahre später wurde die Australian Labor Party in Queensland mehrheitlich gewählt. Sie bildete mit Thomas Joseph Ryan, einem Gewerkschafter und Politiker der Labour Party, die neue Regierung. Es war die erste Regierung, die von einer Labour Party in Australien geführt wurde.
Die Arbeiter der Straßenbahn-Gesellschaft, die im Streik aktiv gewesen waren, wurden entlassen, und das Straßenbahn-Unternehmen weigerte sich, sie nach Streikende wieder einzustellen. Erst als die Straßenbahnen im Jahre 1922 vom Staat Queensland übernommen wurden, kam es zur Wiedereinstellung entlassener Straßenbahner. 
Interessanterweise war das Tragen von Gewerkschaftsabzeichen auf den Uniformen weiterhin verboten, auch als die Straßenbahnen und später die Busse von der Regierung und anschließend vom Brisbane City Council verwaltet wurden. Es blieb bis ins Jahr 1980 untersagt.